# Vocaloid2
VOCALOID2 es la versión sucesora del software VOCALOID, fue anunciado en 2007. La ingeniería sintetizadora y la interfaz de usuario fueron completamente renovadas. Nuevas características como nota de audición, un seguimiento de control transparente, alternar entre la reproducción y la representación, y el control de la expresión se llevaron a cabo. Uno de ruido de la respiración y la voz ronca se pueden grabar en la biblioteca para hacer sonidos realistas. Esta versión no es compatible con versiones anteriores y su editor no puede cargar una biblioteca integrada en la versión anterior. Aparte del software de PC, se ofrecen servicios NetVocaloid.
Yamaha anunció una versión del software Vocaloid 2 para el iPhone y el iPad, que expuso en el otoño de 2010 Y2 Expo de contenido digital en Japón. Más tarde, esta versión del software fue liberada usando la voz de una Vocaloid propia de Yamaha llamada VY1.
A partir de 2011, hay siete estudios relacionados con la producción y distribución de Vocaloids con dos involucrados únicamente en inglés, cuatro sólo en Japón y uno en los dos idiomas para el que se desarrolla el software.
Vocaloid2 Editor es la última aplicación software musical que sintetiza canciones en japonés o en inglés (Dependiendo de la voz adquirida). Utiliza la tecnología Vocaloid2 de Yamaha Corporation con muestras reales de voces de actores (Seiyuu) o cantantes. Para crear una canción, el usuario debe introducir la melodía y la letra. Una interfaz parecida a un piano(Piano Roll) es usada para introducir la melodía. La letra debe ser introducida en cada nota. El software puede cambiar el énfasis de la pronunciación, añadir efectos como el vibrato, cambiar la dinámica y el tono de la voz.
Vocaloid2 Editor puede enviar datos a un host Rewire para ser editada en tiempo real.

## Historia
Vocaloid 2 estuvo anunciado en 2007. A diferencia del primer motor, Vocaloid 2 basó sus resultados en muestras vocales, más que análisis de la voz humana. Debido a constreñimientos de tiempo, a diferencia de la versión de motor anterior, no tenga una prueba de beta pública y en cambio el software estuvo actualizado como los usuarios informaron asuntos con él. El motor de síntesis y la interfaz de usuario eran completamente renovado, con japonés Vocaloids poseyendo una interfaz japonesa. Características nuevas como nota auditioning, pista de control transparente, toggling entre playback y rendering, y control de expresión estuvo implementado. Uno es ruido de respiración y husky la voz puede ser grabada a la biblioteca para hacer sonidos realistas. Esta versión no es backward compatible y su editor no puede cargar una biblioteca construida para la versión anterior. Aparte del software de PC, NetVocaloid los servicios están ofrecidos. A pesar de este, el software no fue localized y Vocaloids de cualquier inglés o japonés sólo poseería aquella versión de lengua, así que a pesar de que Megurine Luka tuvo una biblioteca inglesa incluida, como japonés Vocaloid ella acceso tenido sólo a la versión japonesa del software. En total,   había 17 paquetes produjo para Vocaloid 2 en la versión japonesa del software y cinco en la versión inglesa; estos paquetes ofrecieron 35 voicebanks entre ellos en cualquier ingleses o japoneses.
Yamaha Anunció una versión del Vocaloid 2 software para el iPhone e iPad, el cual exhibió en el Y2 Otoño 2010 Contenido Digital Expo en Japón. Más tarde, esta versión del software estuvo liberada utilizando la voz de Yamaha propio Vocaloid llamó VY1.  Estos productos estuvieron lanzados como iVocaloid y i-Vocaloid, aunque el último era más tarde rebautizado a VocaloWitter.
El Hatsune Miku el producto en particular fue en para ganar muchos otorga incluir;
- Esté nominada para y ganó un premio en el "Todo Sobre" premios de 2007.[14][15]
- Crypton Los medios de comunicación futuros cogieron un BCN premio en 2008 para sus producciones, con sus ventas que logran un 211% aumento gracias a varios productos (Uno del cual siendo Hatsune Miku).[16]
- En Marcha 2008, Hatsune Miku ganó el "Contenido Digital" AMD premio.[17]
- En junio,  coja la 2008 MM Búsqueda premio de Instituto.[18]
- En el DaiKon7 en agosto de 2008,  reciba otro premio.[19]
- Esté otorgada el "Premio de Diseño Bueno 2008".[20]
- Gane el Premio Magnífico en el BCN PREMIO 2009.[21]

## Librerías compatibles
| Cantante                        | Desarrollador                                         | Idioma                  | Sexo                           | Voz original           | Fecha de Lanzamiento    |
| ------------------------------- | ----------------------------------------------------- | ----------------------- | ------------------------------ | ---------------------- | ----------------------- |
| Sweet Ann                       | PowerFX                                               | Inglés                  | Femenino                       | Jody                   | 29 de junio de 2007     |
| Hatsune Miku (CV01)             | Crypton Future Media                                  | Japonés                 | Femenino                       | Saki Fujita            | 31 de agosto de 2007    |
| Kagamine Rin y Len (CV02)       | Crypton Future Media                                  | Japonés                 | Femenino (Rin) Masculino (Len) | Asami Shimoda          | 27 de diciembre de 2007 |
| Prima                           | Zero-G                                                | Inglés                  | Femenino                       | Sin confirmar          | 14 de enero de 2008     |
| Kagamine Rin y Len (CV02) Act 2 | Crypton Future Media                                  | Japonés                 | Femenino (Rin) Masculino (Len) | Asami Shimoda          | 18 de julio de 2008     |
| GACKPOID: Camui Gackpo          | Internet Co., Ltd.                                    | Japonés                 | Masculino                      | Gackt                  | 31 de julio de 2008     |
| Megurine Luka (CV03)            | Crypton Future Media                                  | Japonés e inglés        | Femenino                       | Yū Asakawa             | 30 de enero de 2009     |
| MEGPOID: GUMI                   | Internet Co., Ltd.                                    | Japonés                 | Femenino                       | Megumi Nakajima        | 26 de junio de 2009     |
| SONiKA                          | Zero-G                                                | Inglés (Fonemas extras) | Femenino                       | Sin confirmar          | 14 de julio de 2009     |
| SF-A2 Miki                      | AH Software                                           | Japonés                 | Femenino                       | Miki Furukawa          | 4 de diciembre de 2009  |
| Kaai Yuki                       | AH Software                                           | Japonés                 | Femenino                       | Sin confirnar          | 4 de diciembre de 2009  |
| Hiyama Kiyoteru                 | AH Software                                           | Japonés                 | Masculino                      | Kiyoshi Hiyama         | 4 de diciembre de 2009  |
| Big Al                          | PowerFX                                               | Inglés                  | Masculino                      | Frank Sanderson        | 22 de diciembre de 2009 |
| Hatsune Miku Append             | Crypton Future Media                                  | Japonés                 | Femenino                       | Saki Fujita            | 30 de abril de 2010     |
| Tonio                           | Zero-G                                                | Inglés                  | Masculino                      | Sin confirmar          | 14 de julio de 2010     |
| Lily                            | Yamaha Corporation Avex Management Internet Co., Ltd. | Japonés                 | Femenino                       | Yūri Masuda (m.o.v.e.) | 25 de agosto de 2010    |
| VY1                             | Yamaha Corporation Bplats                             | Japonés                 | Femenino                       | Sin confirmar          | 1 de septiembre de 2010 |
| GACHAPOID: Ryuuto               | Internet Co., Ltd.                                    | Japonés                 | Masculino                      | Kuniko Amemiya         | 8 de octubre de 2010    |
| Nekomura Iroha                  | AH Software                                           | Japonés                 | Femenino                       | Kyounosuke Yoshitate   | 22 de octubre de 2010   |
| Utatane Piko                    | Sony Music Entertainment Japan Ki/oon Records Inc.    | Japonés                 | Masculino                      | Piko                   | 8 de diciembre de 2010  |
| Kagamine Rin y Len Append       | Crypton Future Media                                  | Japonés                 | Femenino (Rin) Masculino (Len) | Asami Shimoda          | 27 de diciembre de 2010 |
| VY2                             | Yamaha Corporation Bplats                             | Japonés                 | Masculino                      | Sin confirmar          | 25 de abril de 2011     |

## Recepción crítica
Recepción a Vocaloid 2 era generalmente mejor. Cuando Ann Dulce era primero liberada, John Walden de Sonar encima el sonido había revisado Leon, Lola y Miriam y notó que Vocaloid él tuvo no tecnología rival anterior para contender con, y alabado Yamaha para sus esfuerzos como Vocaloid era un proyecto ambicioso para emprender, considerando la voz humana era más compleja a synthesize que instrumentos como el violín. En revisar Vocaloid 2,  refiera al motor de software original en un comentario de paso que declara, "Indudablemente un producto notable e innovador y, con experiencia y paciencia, era capaz de producir resultados que podría ser frighteningly realista." Mientras felicite las mejoras hicieron en Vocaloid 2,  note el software era todavía lejos de ser considerado como cantante de índice superior. Particularmente lo que marcas Vocaloid difíciles de vender como el producto es la idea que la oreja humana puede coger culpas en discurso vocal. Cuándo recensión Tonio, Sonido encima Sílex de Tom de escritor de Sonido argumentó que en la cantidad de cronometra toma para entender y aprender cómo para utilizar el software,  sea más fácil de contratar un cantante para medio una hora para hacer la sesión de registro. Él, junto con escritor amigo John Walden durante una revisión en Sonika, ambos declararon los cantantes no tienen que temer perdiendo sus trabajos justo todavía.
El Vocaloid 2 software era un éxito de instante en Japón a la liberación del Hatsune Miku producto. Bil Byrant De PowerFX, en una entrevista después de la liberación de Al Grande, notó que cuándo liberaron Ann Dulce que esperaron el electrónica productores de música basada para utilizar Vocaloid y estuvo sorprendido que eran reticentes de abrazar el software. Al llegar a este punto, la base de productor japonesa enorme había devenido noticeable y un número grande de vídeos era posted encima YouTube/Youtube.  Hatsune Miku éxito en vender 60,000 copias era también un número digno de mención, cuando en el tiempo de Miku la liberación que vende 1,000 copias de un sintetizador de software estuvo considerada "un éxito comercial".